# Johann Balthasar Lüderwald
Johann Balthasar Lüderwald (27 septembre 1722 à Fahrland, royaume de Prusse - 25 août 1796 à Vorsfelde) est un théologien, pasteur et surintendant ecclésiastique allemand.

## Biographie
Johann Balthasar Lüderwald naît le 27 septembre 1722 à Fahrland, près de Potsdam.
Docteur en théologie de langue allemande, il est pasteur et surintendant à Brunswick.
Il meurt le 25 août 1796 à Vorsfelde.

## Œuvres
- (la) Spicilegium Observationum in Deborae epinicium Indic., Brunswick, 1722 [lire en ligne]
- (de) Vertheidigung Jesu seiner Wunder und seiner Jünger gegen die harten Beschuldigungen des Horus dessen Aufsatz eingerükt ist, Helmstedt : Kühnlin, 1784 [lire en ligne]
- (la) Specimen philos. de idea extensi et vacui , Guelpherbytum, 1745 [lire en ligne]
- (la) Commentatio de criteriis fabularum ... , Brunswick, 1761 [lire en ligne]

Lüderwald a participé à ou rédigé d'autres ouvrages.